# Tadeusz Kozłowski (malarz)
Tadeusz Kozłowski (ur. 1907, zm. 1987) – polski malarz postimpresjonista związany z nurtem koloryzmu.

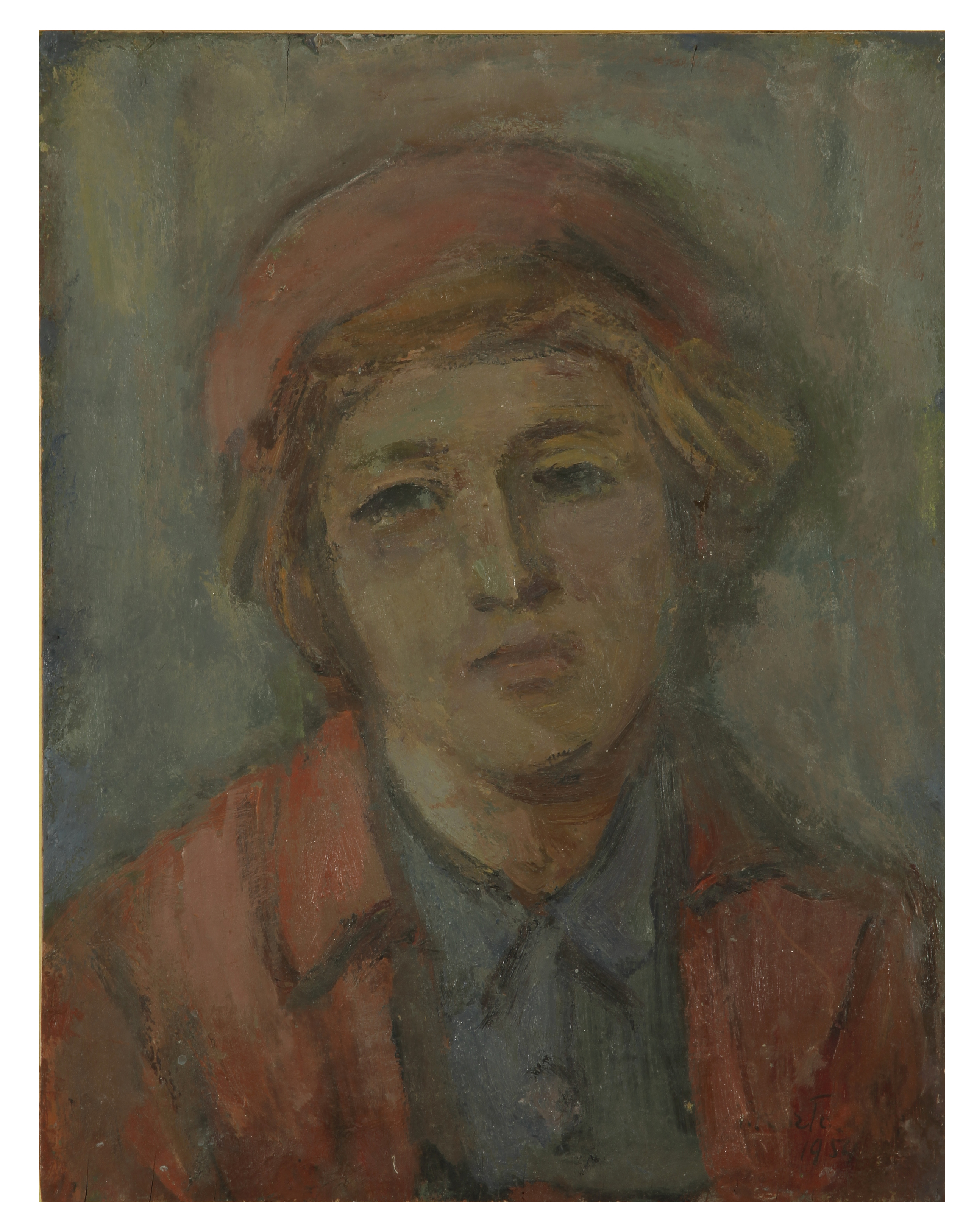
Głowa dziewczynki, Marysia (portret dziewczynki w czerwonym berecie)

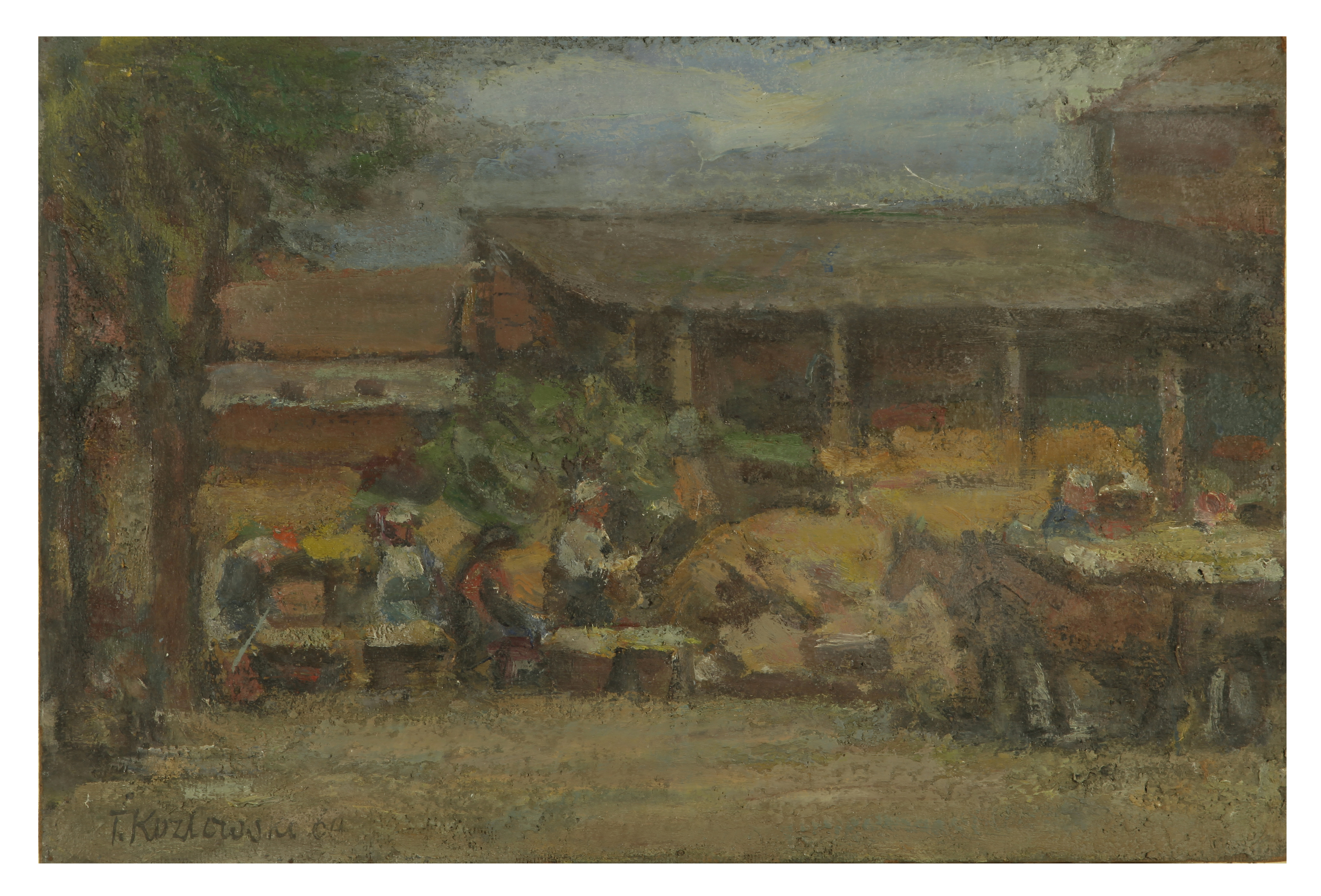
Sortowanie warzyw w majątku wilanowskim – Tadeusz Kozłowski

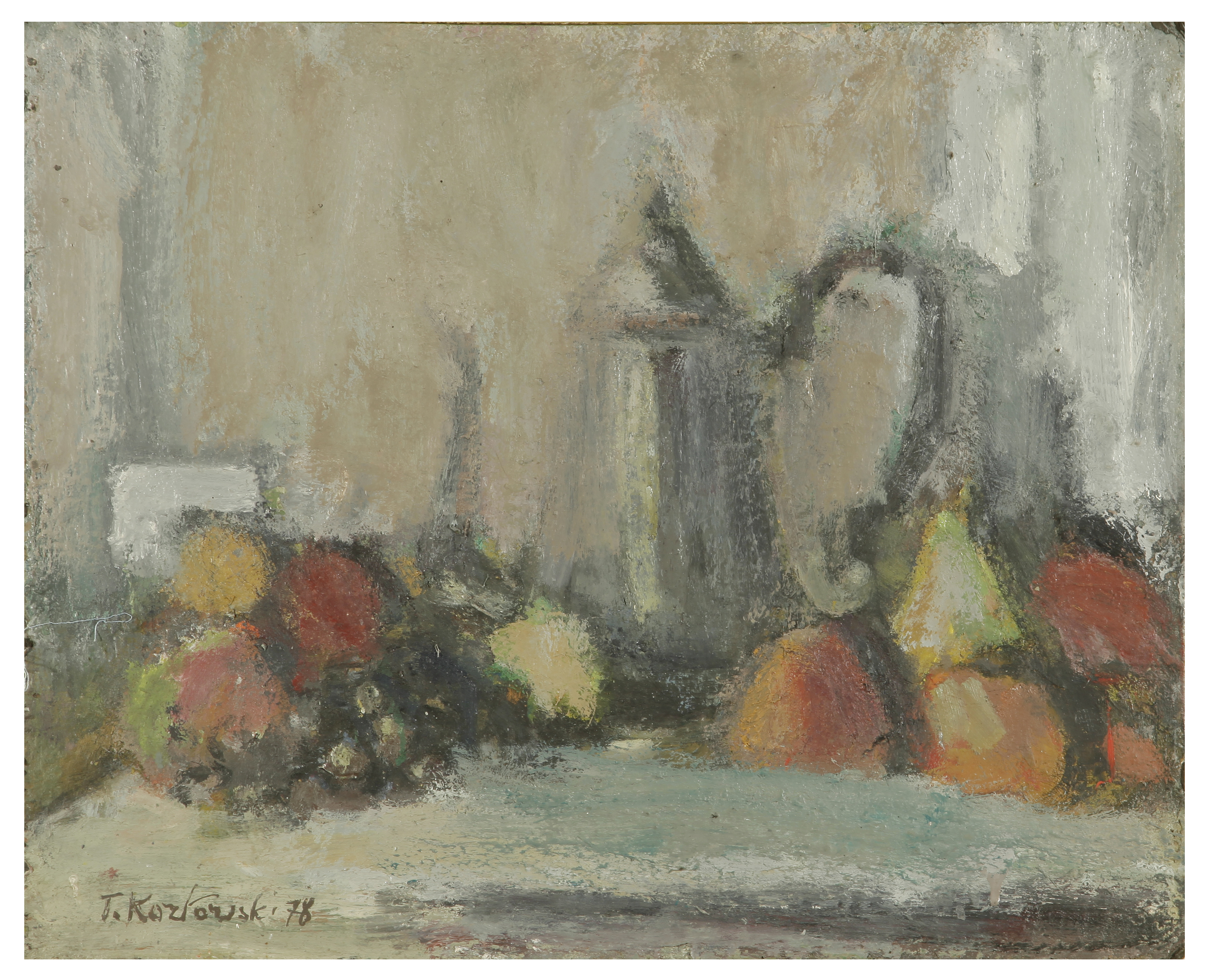
Martwa natura z dzbanem i owocami

## Życiorys
Urodził się w Białobrzegach jako Jan Tadeusz Kozłowski, syn Jana. Członek grupy Realiści, absolwent warszawskiej Akademii Sztuk Pięknych w pracowniach profesorów Tadeusza Pruszkowskiego i Felicjana Szczęsnego Kowarskiego, przyjaciel i nauczyciel Wojciecha Fangora oraz licznego grona nieformalnych studentów między innymi Krystyny Pelletier, Janiny Misińskiej, Jacka Andrzeja Kozłowskiego. Życie artystyczne związał z Wilanowem i Warszawą. Artysta podejmował klasyczne tematy malarskie: martwą naturę, pejzaż i portret. W swoim powojennym dorobku artystycznym ma udział w ponad stu wystawach, setki prac olejnych,  gwaszy i rysunków oraz ilustracji książkowych, liczne nagrody i wyróżnienia.